# Я

Я, я는 키릴 문자의 마지막 문자로, 음가는 /ja/이다.

## 역사
Я는 두 문자에서 비롯되었다. 하나는 Ꙗ로, І와А의 합자이다. 다른 한 문자는 Ѧ(유스)이다. 시간이 지나면서 Ꙗ와 Ѧ 사이에 발음 차이가 없어졌고, 표트르 1세가 1708년에 "시민 글자체"를 소개하면서 Я가 두 글자를 대체하였다. 따라서 이 문자는 비교적 최근에 만들어진 것으로, 고대 그리스 문자, 로마 문자에는 이에 해당하는 문자가 없다.
R와는 모양이 유사하지만, 두 문자 사이에는 관련성이 없다. 그러나 이러한 특징 때문에 테트리스 등에서 R를 대신해서 사용하기도 한다.

## 컴퓨팅 코드
| 미리 보기       | Я                          | Я                          | я                        | я                        |
| --------------- | -------------------------- | -------------------------- | ------------------------ | ------------------------ |
| 유니코드 이름   | CYRILLIC CAPITAL LETTER YA | CYRILLIC CAPITAL LETTER YA | CYRILLIC SMALL LETTER YA | CYRILLIC SMALL LETTER YA |
| 인코딩          | 10진                       | 16진                       | 10진                     | 16진                     |
| 유니코드        | 1071                       | U+042F                     | 1103                     | U+044F                   |
| UTF-8           | 208 175                    | D0 AF                      | 209 143                  | D1 8F                    |
| 수치 문자 참조  | &#1071;                    | &#x42F;                    | &#1103;                  | &#x44F;                  |
| KOI8-R, KOI8-U  | 241                        | F1                         | 209                      | D1                       |
| 코드 페이지 855 | 224                        | E0                         | 222                      | DE                       |
| 코드 페이지 866 | 159                        | 9F                         | 239                      | EF                       |
| 윈도우 1251     | 223                        | DF                         | 255                      | FF                       |
| ISO-8859-5      | 207                        | CF                         | 239                      | EF                       |
| 매킨토시 키릴   | 159                        | 9F                         | 223                      | DF                       |

## 같이 보기
- 가짜 키릴 문자
- 토이저러스